# 桃子腳
桃子腳，原寫為桃仔腳，是臺灣新北市樹林區的一個地名，位於該區南部。以行政區而言，範圍大致包括除最南端外的南園里中部、柑園里東半部的西南端。另外因河道變遷，昔日桃子腳還包括今三峽區龍恩里東北端一小部分。

## 歷史
台灣清治末期至日治初期，桃子腳地區為一街庄，稱為「桃仔腳庄」，隸屬於海山堡。該庄昔日為大漢溪中沙洲，西及北以大漢溪數段分流及一小段陸地與溪墘厝庄為界，東以大漢溪分流與石頭溪庄為界，南邊以大漢溪主流及分流與麥仔園庄為界。
1901年（日治明治三十四年）11月，該庄隸屬於桃園廳，編入第十九區。1905年（明治三十八年）7月，第十九區改稱「三角湧區」。1920年（大正九年），該庄改制並雅化為「桃子腳」大字，隸屬於臺北州海山郡鶯歌庄。1940年，鶯歌庄升格為鶯歌街。
戰後鶯歌街改制為鶯歌鎮，隸屬於臺北縣，大字亦改制為里。1946年8月，鶯歌、樹林分治，本地區改隸屬新成立的樹林鎮。2010年12月，臺北縣升格為新北市，樹林鎮改制為樹林區。

## 河道變遷
從前大嵙崁溪（大漢溪）至三角湧附近（公館後地區西北部），因地勢低平，河面加寬，形成網狀河道。三峽溪（三峽河與橫溪各自注入大嵙崁溪分流河道，三峽溪於劉厝埔匯入分流，為橫溪匯注點之上游約八百公尺處。其後因河沙堆積，河床日漸昇高，導致分流消退，原本兩溪匯注處之大嵙崁溪分流河道成為三峽溪河道之延伸，因而形成今日三峽溪納橫榽之勢。
由於大漢溪主流河道北移，舊主流及各分流河道淤積成為陸地，使得桃子園與周圍地區均變成陸地相連。

## 交通
國道3號大致以橫向經過桃子園地區北部，境內未設交流道，但三鶯交流道即在西南邊不遠處，由此往東北可前往中和、新店、深坑、汐止、基隆等地，往西南可前往大溪、龍潭、關西及中南部各地。
鄉道北85線（佳園路三段）是山佳至溪墘寮的道路，經過本地區中西部，往東北可前往柑園、山佳等地，往西南轉南可前往三峽，後於麻園地區的溪墘寮接上省道台3線（中正路二段）。

## 學校
- 桃子腳國民中小學